# Dienerella sucina
Dienerella sucina es una especie de coleóptero de la familia Latridiidae.

## Distribución geográfica
Habita en Paraguay.